# Platyrhacus javarynus
Platyrhacus javarynus är en mångfotingart som beskrevs av Christoph D. Schubart 1950. Platyrhacus javarynus ingår i släktet Platyrhacus och familjen Platyrhacidae. Inga underarter finns listade i Catalogue of Life.